# 원주 비두리 귀부 및 이수
원주 비두리 귀부 및 이수(原州 碑頭里 龜趺 및 螭首)는 대한민국 강원특별자치도 원주시 문막읍 비두리에 있는 귀부 및 이수이다. 1982년 11월 3일 강원특별자치도의 유형문화재 제70호로 지정되었다.

## 개요
비두리 마을에 놓여 있는 비로, 원래는 후용리 마을의 용바위골에 있던 것을 인근에 법당을 세우면서 옮겨갔다가, 비두리 마을 주민의 건의에 따라 이곳에 자리잡게 되었다.
비는 바닥돌 위로 거북받침을 두었고, 그 위로 비몸이 사라진 채 머릿돌만 놓여 있다. 거북받침은 머리가 뒤로 바짝 돌려져 비를 바라다 보는 형상이며, 등에는 2중의 육각무늬가 가득 차 있다. 머릿돌에는 구름 속을 거니는 두 마리의 용이 조각되어 있는데, 얼굴을 마주보고 몸은 서로 뒤엉킨 모습으로 요동치는 용의 움직임이 힘차다.
비몸이 사라져 비을 세운 시기나 그 주인공에 대해서는 아직 알 수 없다. 섬세하고 사실적인 조각솜씨가 돋보이며, 특히 뒤로 돌려져 등에 붙어 있는 거북머리는 매우 독특한 발상이다.

## 참고 문헌
- 원주비두리귀부및이수 - 국가유산청 국가유산포털